# Dave Pinkney Trophy
Dave Pinkney Trophy je hokejová trofej, která je udělovaná brankáři nebo brankářům týmu v Ontario Hockey League, který v sezóně inkasoval nejméně branek.

## Vítězové Dave Pinkney Trophy
| Sezóna    | Vítěz                                    | Tým                                      |
| --------- | ---------------------------------------- | ---------------------------------------- |
| 2021–2022 | Marco Costantini a Matteo Drobac         | Hamilton Bulldogs                        |
| 2020–2021 | sezóna zrušena kvůli pandemii koronaviru | sezóna zrušena kvůli pandemii koronaviru |
| 2019–2020 | Cedrick Andree a Will Cranley            | Ottawa 67's                              |
| 2018–2019 | Cedrick Andree a Michael DiPietro        | Ottawa 67's                              |
| 2017–2018 | Matthew Villalta a Tyler Johnson         | Sault Ste. Marie Greyhounds              |
| 2016–2017 | Michael McNiven a Emanuel Vella          | Owen Sound Attack                        |
| 2015–2016 | Tyler Parsons a Brendan Burke            | London Knights                           |
| 2014–2015 | Ken Appleby a Jeremy Brodeur             | Oshawa Generals                          |
| 2013–2014 | Oscar Dansk a Devin Williams             | Erie Otters                              |
| 2012–2013 | Jordan Binnington a Brandon Hope         | Owen Sound Attack                        |
| 2011–2012 | Mark Visentin a Christopher Festarini    | Niagara IceDogs                          |
| 2010–2011 | J. P. Anderson a Mickael Audette         | Mississauga St. Michael’s Majors         |
| 2009–2010 | Chris Carrozzi a J.P. Anderson           | Mississauga St. Michael’s Majors         |
| 2008–2009 | Mike Murphy                              | Belleville Bulls                         |
| 2007–2008 | Kyle Gajewsky                            | Sault Ste. Marie Greyhounds              |
| 2006–2007 | Michal Neuvirth a Jeremy Smith           | Plymouth Whalers                         |
| 2005–2006 | Dan Turple a Mark Packwood               | Kitchener Rangers                        |
| 2004–2005 | Gerald Coleman a Adam Dennis             | London Knights                           |
| 2003–2004 | Ryan MacDonald a Gerald Coleman          | London Knights                           |
| 2002–2003 | Paul Drew a Jeff Weber                   | Plymouth Whalers                         |
| 2001–2002 | Jason Bacashihua a Paul Drew             | Plymouth Whalers                         |
| 2000–2001 | Rob Zepp a Paul Drew                     | Plymouth Whalers                         |
| 1999–2000 | Rob Zepp a Bill Ruggiero                 | Plymouth Whalers                         |
| 1998–1999 | Robert Holsinger a Rob Zepp              | Plymouth Whalers                         |
| 1997–1998 | Craig Hillier a Seamus Kotyk             | Ottawa 67’s                              |
| 1996–1997 | Tim Keyes a Craig Hillier                | Ottawa 67’s                              |
| 1995–1996 | Dan Cloutier a Brett Thompson            | Guelph Storm                             |
| 1994–1995 | Mark McArthur a Andy Adams               | Guelph Storm                             |
| 1993–1994 | Sandy Allan a Scott Roche                | North Bay Centennials                    |
| 1992–1993 | Chad Lang a Ryan Douglas                 | Peterborough Petes                       |
| 1991–1992 | Kevin Hodson                             | Sault Ste. Marie Greyhounds              |
| 1990–1991 | Mark Lenarduzzi a Kevin Hodson           | Sault Ste. Marie Greyhounds              |
| 1989–1990 | Jeff Wilson a Sean Gauthier              | Kingston Frontenacs                      |
| 1988–1989 | John Tanner a Todd Bojcun                | Peterborough Petes                       |
| 1987–1988 | Todd Bojcun a John Tanner                | Peterborough Petes                       |
| 1986–1987 | Jeff Hackett a Sean Evoy                 | Oshawa Generals                          |
| 1985–1986 | Kay Whitmore a Ron Tugnutt               | Peterborough Petes                       |
| 1984–1985 | Scott Mosey a Marty Abrams               | Sault Ste. Marie Greyhounds              |
| 1983–1984 | Darren Pang a Greg Coram                 | Ottawa 67’s                              |
| 1982–1983 | Peter Sidorkiewicz a Jeff Hogg           | Oshawa Generals                          |
| 1981–1982 | John Vanbiesbrouck a Marc D’Amour        | Sault Ste. Marie Greyhounds              |
| 1980–1981 | Jim Ralph                                | Ottawa 67’s                              |
| 1979–1980 | Rick LaFerriere a Terry Wright           | Peterborough Petes                       |
| 1978–1979 | Nick Ricci a Glen Ernst                  | Niagara Falls Flyers                     |
| 1977–1978 | Al Jensen                                | Hamilton Fincups                         |
| 1976–1977 | Pat Riggin                               | London Knights                           |
| 1975–1976 | Jim Bedard                               | Sudbury Wolves                           |
| 1974–1975 | Greg Millen                              | Peterborough Petes                       |
| 1974      | Don Edwards                              | Kitchener Rangers                        |
| 1973      | Mike Palmateer                           | Toronto Marlboros                        |
| 1972      | Michel Larocque                          | Ottawa 67’s                              |
| 1971      | John Garrett                             | Peterborough Petes                       |
| 1970      | John Garrett                             | Peterborough Petes                       |
| 1969      | Wayne Wood a Ted Tucker                  | Montréal Junior Canadiens                |
| 1968      | Jim Rutherford a Gerry Gray              | Hamilton Red Wings                       |
| 1967      | Peter McDuffe                            | St. Catharines Black Hawks               |
| 1966      | Ted Ouimet                               | Montréal Junior Canadiens                |
| 1965      | Bernie Parent                            | Niagara Falls Flyers                     |
| 1964      | Bernie Parent                            | Niagara Falls Flyers                     |
| 1963      | Chuck Goddard                            | Peterborough Petes                       |
| 1962      | George Holmes                            | Montréal Junior Canadiens                |
| 1961      | Bud Blom                                 | Hamilton Red Wings                       |
| 1960      | Gerry Cheevers                           | St. Michael’s Majors                     |
| 1959      | Jacques Caron                            | Peterborough Petes                       |
| 1958      | Len Broderick                            | Toronto Marlboros                        |
| 1957      | Len Broderick                            | Toronto Marlboros                        |
| 1956      | Jim Crockett                             | Toronto Marlboros                        |
| 1955      | John Albani                              | Toronto Marlboros                        |
| 1954      | Dennis Riggin                            | Hamilton Tiger Cubs                      |
| 1953      | John Henderson                           | Toronto Marlboros                        |
| 1952      | Don Head                                 | Toronto Marlboros                        |
| 1951      | Don Lockhart a Lorne Howes               | Toronto Marlboros a Barrie Flyers        |
| 1950      | Don Lockhart                             | Toronto Marlboros                        |
| 1949      | Gil Mayer                                | Barrie Flyers                            |